# جوش غوردون (مخرج)
جوش غوردون (بالإنجليزية: Josh Gordon)‏ هو منتج أفلام ومخرج أمريكي، ولد في القرن العشرين.

## وصلات خارجية
- جوش غوردون على موقع IMDb (الإنجليزية)
- جوش غوردون على موقع ألو سيني (الفرنسية)
- جوش غوردون على موقع بوكس أوفيس موجو (الإنجليزية)
- جوش غوردون على موقع قاعدة بيانات الفيلم (الإنجليزية)
- جوش غوردون على موقع كينوبويسك (الروسية)